# IC 840
IC 840 — галактика типу SBa (компактна витягнута галактика) у сузір'ї Діва.
Цей об'єкт міститься в оригінальній редакції індексного каталогу.